# CellFactor: Revolution
CellFactor: Revolution (рус. Клеточный фактор: Революция) — компьютерная игра, научно-фантастический шутер от первого лица, разработанный компаниями Artificial Studios, Immersion Games и Timeline Interactive и выпущенный 8 мая 2007 года. «CellFactor: Revolution» — техно-демо-игра, он распространяется бесплатно исключительно через Интернет и не доступен в розничной продаже. «CellFactor: Revolution» является «наследником» и своеобразным развитием, расширением игры «CellFactor: Combat Training», которая вышла ровно за год до «Revolution» — 8 мая 2006 года. Как и «CellFactor: Combat Training», «CellFactor: Revolution» является PC-эксклюзивом и призван быть технологической демонстрацией продуктов американской компании Ageia — физического движка «Ageia PhysX» и физического процессора «Ageia PhysX PPU». Как и его предшественник, «Revolution» использует игровой движок «Reality Engine», который был разработан компанией Artificial Studios, одним из разработчиков игры.
Хоть «CellFactor: Revolution» основан на «CellFactor: Combat Training», являясь его своеобразным продолжением и имея аналогичные демонстрационные цели, он был серьёзно расширен и доработан. Были добавлены новые уровни («CellFactor: Combat Training» содержал только один уровень), режимы игры, транспортные средства, оружие, экипировка, геймплейные возможности и особенности. Важнейшим нововведением «CellFactor: Revolution» по сравнению с оригиналом является отсутствие необходимости в присутствии карты расширения Ageia PhysX PPU в персональном компьютере для запуска игры. К разработке «CellFactor: Revolution», кроме Artificial Studios и Immersion Games (разработчики первоначального «CellFactor: Combat Training») была подключена третья компания Timeline Interactive.

## История разработки
История разработки «CellFactor: Revolution» неразрывно связана с историей разработки «CellFactor: Combat Training». Фактически, «CellFactor: Revolution» является продолжением разработки своего предшественника.
В январе 2006 года Artifical Studios получила первые прототипы физического процессора «Ageia PhysX PPU». Сразу же началась разработка проекта «CellFactor», причём для неё была создана отдельная команда, так как основная часть разработчиков Artifical Studios работала над «Monster Madness: Battle for Suburbia». 8 мая 2006 года была выпущена техно-демо-игра «CellFactor: Combat Training», на которой было решено остановить разработку франчайза. Однако, по словам Джереми Штиглитца (англ. Jeremy Stieglitz), президента и ведущего геймдизайнера Artificial Studios, игровое сообщество выразило такую заинтересованность и увлечение к «CellFactor: Combat Training», что было решено продолжить разработку проекта, которая вылилась в создание «CellFactor: Revolution».
Первые сведения о «CellFactor: Revolution» как об отдельной от «CellFactor: Combat Training» игре появились в начале августа 2006 года. Было заявлено о доведении количества уровней до пяти, о введении нового игрового процесса и т. д. Через несколько дней появились новые сведения, было заявлено о демонстрации игры на QuakeCon 2006, а дата релиза была назначена на декабрь 2006 года.
В августе 2006 года игровыми сайтами были опубликованы несколько больших интервью, взятых у Джереми Штиглитца. Благодаря этим интервью стало известно большое количество информации об игре. 7 августа такое интервью опубликовал GameSpot, а 13 августа — Firing Squad.
Однако в декабре 2006 года «CellFactor: Revolution» не был выпущен, и в начале января 2007 года компания Artifical Studios прокомментировала задержку. Она заявила об определённый проблемах, однако подтвердила, что игра продолжает разрабатываться, а также назначила новую дату релиза на весну 2007 года.
10 апреля 2007 года была объявлена точная окончательная дата выхода — 8 мая, а также то, что игра будет распространяться бесплатно. Были предоставлены новые сведения об игре, включая отсутствие в необходимости наличия карты расширения Ageia PhysX PPU для запуска игры.
8 мая 2007 года, как и было объявлено, «CellFactor: Revolution» стал доступен для бесплатного скачивания через Интернет.
15 августа 2007 года был выпущен патч 1.03 размером 64,3 Мб, который исправлял проблемы при работе игры с видеокартами серии GeForce 8800, а также некоторые другие ошибки.

## Сюжет
Так как «CellFactor: Revolution» является игрой, ориентированной исключительно на многопользовательский режим игры, поэтому в самой игре сюжет не является существенной частью игры и в процессе самой игры не развивается. Сюжет служит лишь объяснением сеттинга игры. Сюжет «CellFactor: Revolution» повторяет сюжет «CellFactor: Combat Training», однако содержит некоторые изменения.
События «CellFactor: Revolution» разворачиваются в недалёком будущем, XXI веке, в футуристическом индустриальном мире, который пережил серию крупных техногенных катастроф. Стремительно развиваются нанотехнологии и кибернетика. Их прогресс привёл к открытию и использованию пси-способностей, придававших владевших ими людям новые силы и ресурсы, достаточные для установления контроля над всей Землей.
Таинственная индустриально-военная мегакорпорация LIMBO открыла некую силу, способную уничтожить всю планету. Внутренние войска LIMBO называются Technocracy и состоят из киборгов и наномодифицированных людей.
Главный герой игры — майор Данте Алигьери, член спецотряда G.U.A.R.D, специалист по шпионажу, рукопашному бою, стрелковому оружию, взрывчатке. Спецотряд G.U.A.R.D является элитной частью человеческого сопротивления (англ. human resistance), которое борется против корпорации LIMBO. Данте вместе со своим отрядом отправляется расследовать деятельность LIMBO, которая построила цитадель на острове в Средиземном море.

## Геймплей

### Общее описание
«CellFactor: Revolution» — классический шутер от первого лица, в котором присутствует однопользовательский и многопользовательский режим (мультиплеер). Однопользовательская игра возможна благодаря наличию ботов. В мультиплеере наряду с живыми игроками возможно наличие ботов. Присутствуют четыре стандартные для большинства игр режимы — deathmatch, team deathmatch, capture the flag и assault (поэтапный штурм и защита базы).
«CellFactor: Revolution», в отличие от «CellFactor: Combat Training», способна работать без физического процессора на базе Ageia PhysX PPU. Однако есть Ageia PhysX PPU отсутствует, то пользователям игры будут доступны лишь два уровня, в которых можно сражаться только в режиме deathmatch и только в одиночном режиме игры с ботами.
Всего в «CellFactor: Revolution» присутствует 5 уровней и 4 многопользовательских режима. Максимальное количество людей-игроков в сетевой игре — 8 человек, а максимальное количество ботов — 16 штук.
Кроме четырёх многопользовательских режимов, в игре присутствуют так называемые «мини-игры» — режимы игры, в которых игроку надо выполнять некие задачи, связанные с игровой физикой.
Боты реализованы при помощи библиотеки игрового ИИ «Kynapse» разработки французской компании Kynogon и имеют возможность использовать транспортные средства и пси-способности..
По сравнению с «CellFactor: Combat Training», в «CellFactor: Revolution» было добавлено несколько новых образцов стрелкового оружия и амуниции — снайперскую винтовку, гранатомёт, кислотный распылитель и крюк. Также были добавлены новые образцы техники — человекоподобный управляемый робот и танк.
Дизайн и структура уровней в «CellFactor: Revolution» также изменился по сравнению с «CellFactor: Combat Training». Они стали существенно сильнее поддаваться разрушениям. Взаимодействию поддаются не только отдельные объекты на уровнях, но и сама архитектура уровней — мосты, столпы, колонны, лестницы и другие структуры.

### Классы персонажей
В «CellFactor: Revolution» присутствуют три класса персонажей — «Bishop» (рус. епископ), «Black Ops» (рус. чёрные оперативники) и «Guardian» (рус. стражи). Игрок выбирает персонажа из того или иного класса перед началом раунда.
Данное деление на три класса является одной из основных геймплейных особенностей игры, не считая игровой физики. Для каждого класса существуют полностью различные тактики и приёмы боя, для эффективных сражений необходима разумная координация действий участников из различных классов.
Класс Bishop является экспериментальной секретной фракцией войск Technocracy. Bishop являются людьми, которые прошли химио-психо-кибернетическое улучшение, придавшее им огромные пси-возможности. Вместе с тем Bishop не могут использовать никакое оружие. Этот класс имеет способность к левитации и имеет следующие телекинетические возможности:
- «psi rift» — персонаж собирает огромное количество объектов в гигантский шар, который может потом кинуть или взорвать.
- «psi crunch» — персонаж разламывает или взрывает любой объект (включая врагов и технику), который удерживает телекинезом.
- «psi wave» — персонаж испускает телекинетическую волну, которая расталкивает все окружающие объекты в разные стороны.
- «psi shield» — персонаже окружает себя тысячами объектов и их обломков, сооружая вокруг себя своеобразный щит.

Возможности персонажей класса Bishop позволяют изменять архитектуру уровней, разрушая мосты, колонны и различные структуры. Однако они очень сильно уязвимы от стрелкового оружия и в некоторых условиях, при отсутствии поблизости множества физических объектов, легко могут быть уничтожены персонажем из другого класса.
Класс Guardian является отрядом человекоподобных (гуманоидных) роботов, разработанных Technocracy как основная штурмовая единица. Guardian вообще не имеют пси-способностей, однако компенсируют этот недостаток максимальной огневой мощью и максимальным количеством очков жизни. Персонажи класса Guardian способны стрелять с двух стрелковых видов оружия одновременно и использовать тяжелое вооружение типа многозарядных гранатомётов и многоствольных пулемётов системы Гатлинга, которое не доступно другим классам. Также Guardian способны прыгать на большие расстояния и имеют смертоносный режим ближнего боя.
Класс Black Ops является отрядом G.U.A.R.D, члены которого имеют небольшие пси-способности благодаря похищенным в корпорации LIMBO технологиям. Данный класс присутствовал в «CellFactor: Combat Training» и является балансом между огневой мощью Guardian и пси-способностями Bishop. Персонажи Black Ops могут использовать лишь лёгкое оружие типа штурмовых и снайперских винтовок. Их пси-способности, по сравнению с Bishop, существенно слабее, они доступны не постоянно и требуют восстановления после использования. Только класс Black Ops может управлять транспортными средствами, все остальные классы не имеют этой возможности.

## Технологии
Технологически «CellFactor: Revolution» основана непосредственно на своём предшественнике — «CellFactor: Combat Training». В игре используется игровой движок «Reality Engine» разработки Artificial Studios. Из внешних, лицензированных в других компаний, компонент используется физический движок «Ageia PhysX» компании Ageia и библиотеки игрового искусственного интеллекта «Kynapse» компании Kynogon.
Основной упор при разработке технологической составляющей «CellFactor: Revolution» был сделан на оптимизацию производительности игрового движка. Графический движок поддерживает попиксельное освещение, normal mapping, High Dynamic Range Rendering и motion blur. Физическая составляющая также была улучшена по сравнению с «CellFactor: Combat Training»: в четыре раза выросло количество интерактивных объектов, было увеличено количество и качество тканей, жидкостей, газов.
При разработке «CellFactor: Combat Training» предполагалось, что игра будет работать лишь в локальной сети, где очень большая скорость пропускания канала и очень маленькое время ожидания. Для «CellFactor: Revolution» сетевой код был серьёзно переписан с учётом работы через Интернет-соединения. Было добавлено предсказание действий и оптимизации физического движка, обеспечивающие синхронизацию обработки физических объектов на разных компьютерах.

## Саундтрек
Музыкальное сопровождение к «CellFactor: Revolution» написал иранский композитор Afshin Toufighian, который также написал музыку к «CellFactor: Combat Training». В «CellFactor: Revolution» использовались как новые, специально написанные для игры композиции, так и композиции из «CellFactor: Combat Training».

## Отзывы и оценки игры
| Сводный рейтинг    | Сводный рейтинг  |
| Агрегатор          | Оценка           |
| ------------------ | ---------------- |
| Metacritic         | 50 % (6 обзоров) |
| Иноязычные издания |                  |
| Издание            | Оценка           |
| IGN                | 5,2/10           |
| PC Gamer (UK)      | 46 %             |
| PC Gamer (US)      | 45 %             |
| Play (UK)          | 70 %             |
| GameDaily          | 7/10             |
| Worth Playing      | 68 %             |

Известный англоязычный игровой сайт IGN.com 23 мая 2007 года написал обзор «CellFactor: Revolution», в котором оценил игру в 5,2 балла из 10 со статусом «Mediocre» (рус. Посредственно). В начале статьи обозреватели заявили, что большинство обзоров направлено на то, чтобы помочь читателю определиться с выбором, покупать или не покупать игру. Но так как «CellFactor: Revolution» бесплатна, то данная рецензия будет отличаться от других стандартных рецензий. Актуальный вопрос, на который должна ответить рецензия: покупать ли карту «Ageia PhysX PPU» специально для игры или нет. Обзор чётко даёт понять, что нет. Основным недостатком игры журналисты назвали плохой геймплей, отрицательной стороной которого выступает непредсказуемость каждого матча. Вследствие огромного количества физических объектов умереть в матче очень легко, и выживание игрока зависит не от его умений и способностей, а от случайности: попадёт ли в него один из многих тысяч летающих осколков или нет. Поэтому геймплей назван раздражающим и утомляющим. Также довольно отрицательно оценены боты, которые неспособны эффективно выполнять цели матча, и вместе с тем обладают очень высокой реакцией и меткостью. Несмотря на присутствие транспорта, обозреватели отметили, что ни одна из пяти карт на самом деле не приспособлена для использования транспортных средств. Также на некоторых картах определённые виды транспорта вносят сильный дисбаланс. Очень отрицательно отозвались журналисты о звуковом сопровождении игры. Озвучивание оружия выполнено на таком низком уровне, что портил удовлетворение от использования оружия. Однако вместе с этим положительно были оценены реплики виртуального комментатора, и о музыкальном сопровождении журналисты отозвались без негатива. Оптимизация игры также была оценена отрицательно, даже при наличии мощного ПК, оснащенного двухъядерным процессором и картой «Ageia PhysX PPU», игра всё равно не работает плавно. Сама же игровая графика была оценена очень положительно, также журналисты были поражены ошеломляющей физикой, несмотря на то, что эта физика «портит» геймплей. В итоге журналисты сравнили игру с драгоценностями в ювелирном магазине: ты какое-то время поражаешься их красотой, но потом уходишь. Они посоветовали скачать и попробовать игру, но ни в коем случае не покупать «Ageia PhysX PPU» специально для неё.
Англоязычный сайт GameDaily написал рецензию на «CellFactor: Revolution» 11 мая 2007 года. Игра получила оценку в 7 баллов из 10 возможных. В рецензии обозреватели детально описали систему классов и «физический» уклон. Критике подверглись слишком высокие системные требования игры, а также то, что без карты «Ageia PhysX PPU» игра фактически становится неиграбельной. Также сильно критиковалось управление персонажем, которое было описано как слишком необычное, неочевидное, громоздкое и запутанное. Однако самым большим недостатком игры была названа плохая сетевая компонента. «CellFactor: Revolution» позволяет играть лишь по локальной сети, а для игры через Интернет необходимо вручную вводить IP-адреса игрового сервера. Журналисты заявили, что для такой мультиплеер-ориентированной игры сетевые компоненты имеют первоочерёдное значение, а реализованы очень плохо и недостаточно. В итоге журналисты заявили, что людям, приобретшим «Ageia PhysX PPU», следует скачать и попробовать игру, однако аудитория игры, даже несмотря на её бесплатность, всё равно остаётся очень ограниченной.
Известный великобританский сайт bit-tech.net опубликовал 13 мая 2007 года рецензию на «CellFactor: Revolution», в которой прежде всего сфокусировался на технологической компоненте игры. Журналисты отрицательно отозвались о фактической неиграбельности игры без карты «Ageia PhysX PPU», а также о слишком высоких системных требованиях. Так, включение некоторых графических настроек делает игру неиграбельной даже на очень мощном ПК того времени, а стабильность игры оставляет желать лучшего. Реализация некоторых графических технологий также подверглась критике. Физическая симуляция ткани в общем была оценена положительно с учётом своей инновационности, хотя обозреватели отметили некую неправдоподобность симуляции некоторых физических процессов ткани, например, симуляцию её разрыва, упругости, массы. Физика твёрдых тел была оценена хорошо, однако обозреватели оговорились, что она отличается от конкурентных решений не качеством и достоверностью физической симуляции, а лишь количеством одновременно обрабатываемых объектов, что достигается благодаря использованию физического ускорителя. В итоге журналисты оценили игру как неиграбельную, ужасного качества и такую, которая сама по себе не является адекватным стимулом к покупке «Ageia PhysX PPU». «CellFactor показывает некоторые вещи, которые могут склонить некоторых пользователей к покупке платы Ageia PhysX PPU, но этой игры недостаточно для победы над массами», — подытожили журналисты, которые поставили игре рейтинг «S».